# Chrysopophthorus tropicalis
Chrysopophthorus tropicalis är en stekelart som beskrevs av Mason 1964. Chrysopophthorus tropicalis ingår i släktet Chrysopophthorus och familjen bracksteklar. Inga underarter finns listade i Catalogue of Life.